# Picotet gris
El picotet gris (Picumnus granadensis) és una espècie d'ocell de la família dels pícids (Picidae) que habita la selva humida a turons dels Andes de Colòmbia, entre 600 i 2100 m.